# Galaxishalmaz

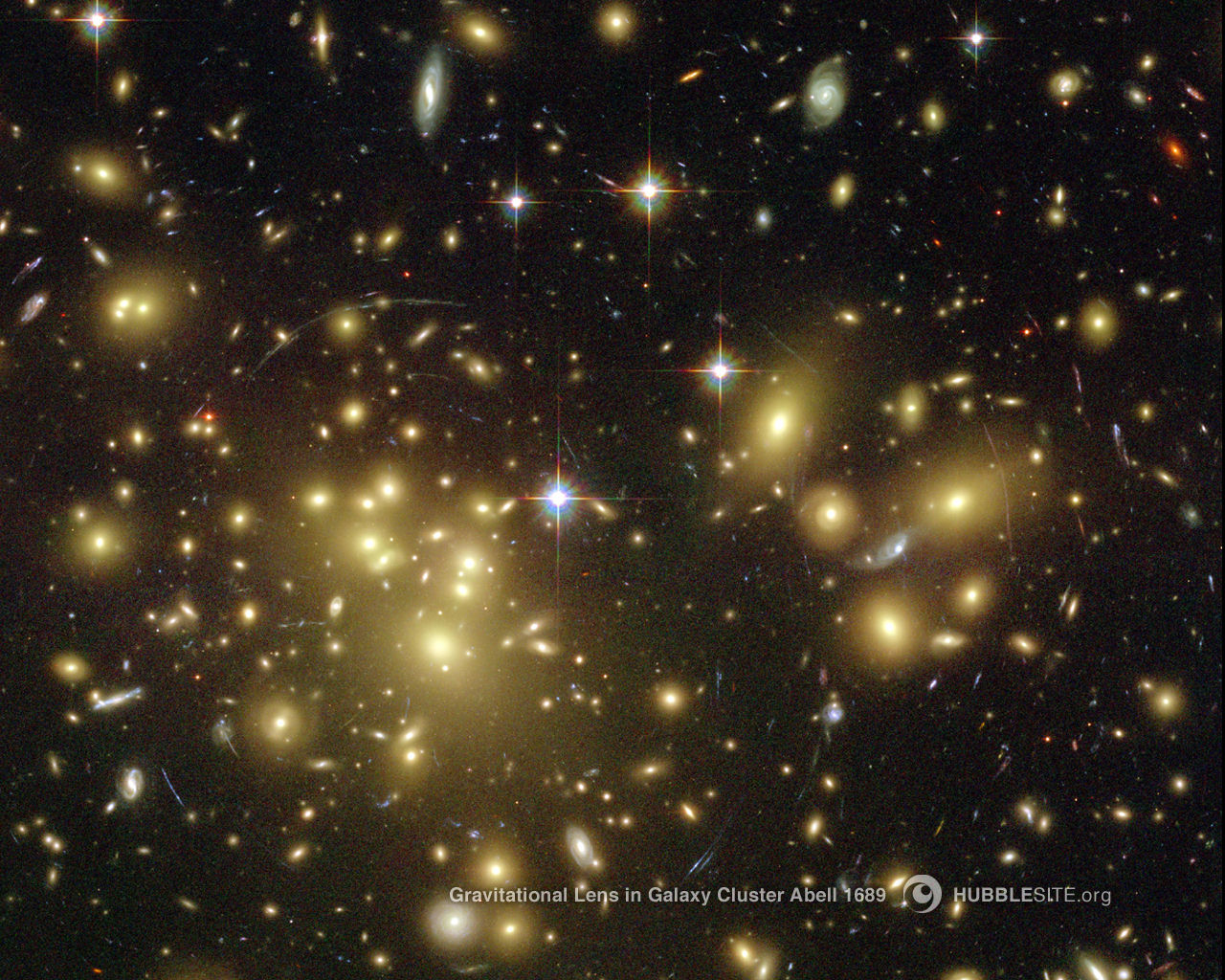
Az Abell 1689 galaxishalmaz. Nagy tömege miatt a távolabbi galaxisok képe a gravitációs lencsehatás miatt körívvé torzulva látszik

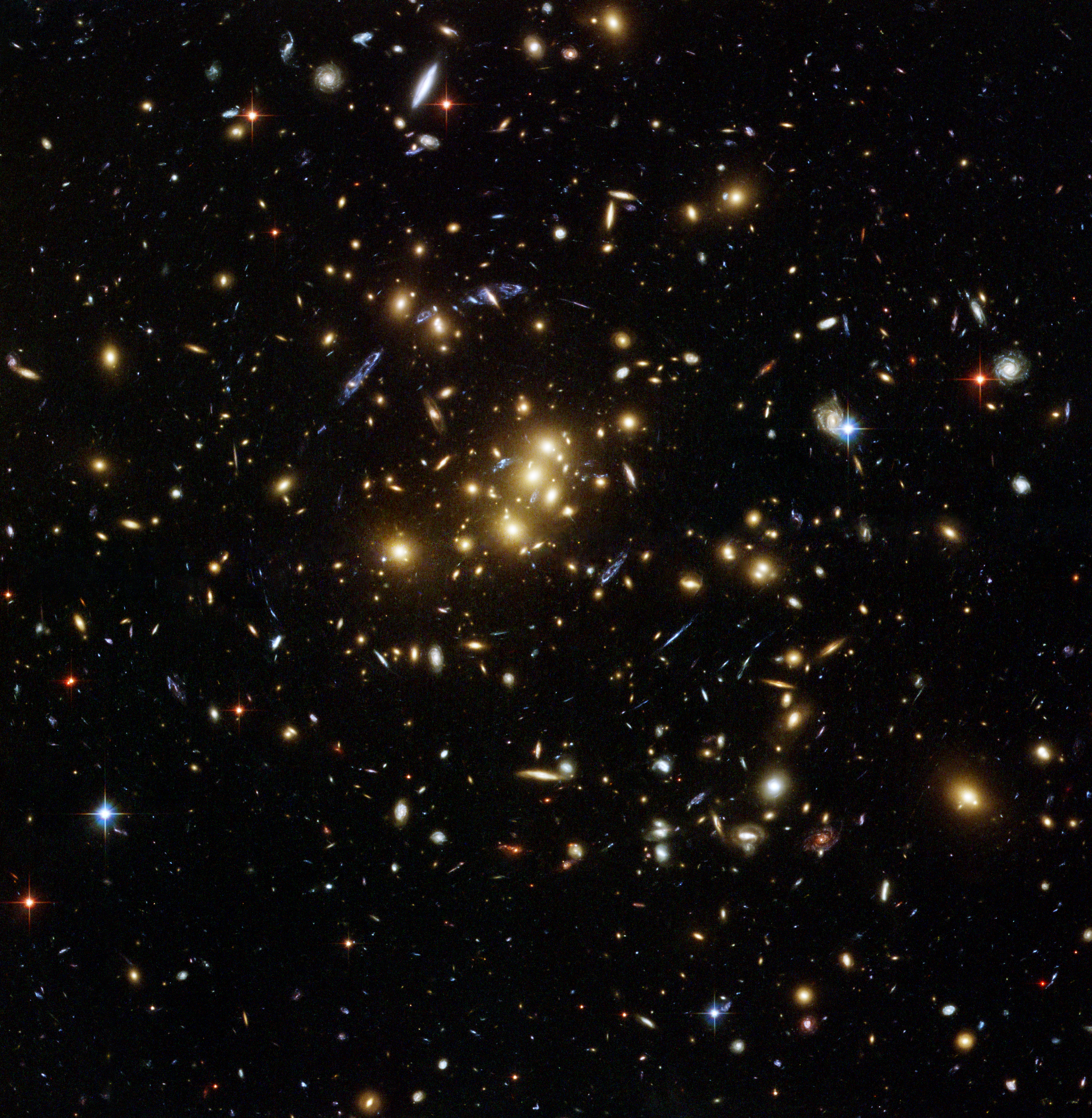
A CL0024+17 galaxishalmaz

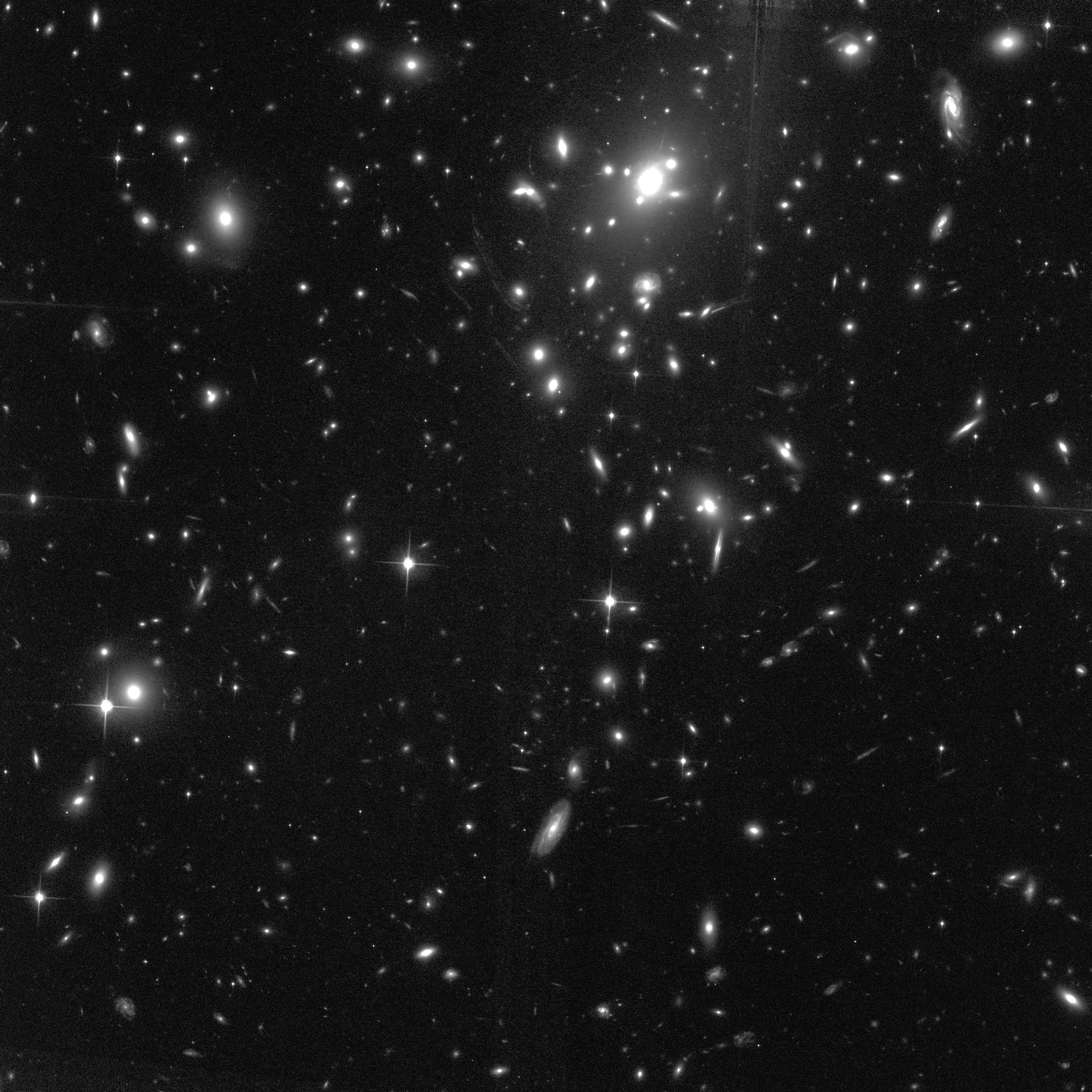
Az Abell 1835 galaxishalmaz fekete-fehér képe

A galaxishalmazok galaxisok csoportosulásai, a Világegyetem egyik legnagyobb, gravitációsan kötött objektumai, amelyek akár tízezer galaxist is tartalmazhatnak.
A legtöbb extragalaxis valamilyen galaxishalmaz eleme. Köztük számos egyben röntgenforrás is, ami a halmaz galaxisai között meglévő gázról tanúskodik. Térbeli elrendeződésük szerint lehetnek szabályosak vagy szabálytalanok. A szabályos galaxishalmazokban a galaxisok elrendeződése gömbszerű és koncentrálódnak a középpont felé. A legközelebbi szabályos galaxishalmaz a Pegazus-halmaz, ami a Földtől 150 millió fényév távolságra van.

## Galaxishalmazok
Az egyes galaxishalmazok össztömege elérheti a 10·1015 naptömeget, átmérőjük pedig a 3·107 fényévet. A csillagászati megfigyelések arra utalnak, hogy a galaxisok túlnyomó része halmazokban található.
A megfigyelhető univerzum legjelentősebb galaxishalmazai a Virgo-halmaz, a Herkules-halmaz és a Coma-halmaz. Rendkívül sok tagot számláló halmaz még a Nagy Attraktor és a Sloan Nagy Fal.

### A galaxishalmazok tulajdonságai
Egy tipikus galaxishalmaz az alábbi tulajdonságokkal rendelkezik:
- Általában 50–1000 galaxist tartalmaz, forró röntgenforrást és nagy mennyiségben tartalmaz sötét anyagot; ennek a három összetevőnek az aránya hozzávetőlegesen egyenlő.
- Teljes tömege 1014-1015 naptömeg közötti.
- Átmérőjük 2-10 megaparszek közötti.
- A halmazt alkotó egyes galaxisok radiális diszperziója 800–1000 km/s érték körüli.

### A legismertebb galaxishalmazok
A következő táblázat a legismertebb halmazok fontosabb fizikai adatait adja meg:
r: a galaxishalmaz távolsága; lII, bII: galaktikus hosszúság és galaktikus szélesség fokokban számítva (galaktikus koordináta-rendszer); L, B: hosszúság és szélesség a szupergalaktikus koordináta-rendszerben.

| Elnevezés       | Elnevezés (2)        | r (106 fé) | lII  | bII   | L    | B     | Tagok száma | Fő tag            | vrad (km/s) | Csillagkép(ek) |
| --------------- | -------------------- | ---------- | ---- | ----- | ---- | ----- | ----------- | ----------------- | ----------- | -------------- |
| Virgo           |                      | 70         | 284o | + 74o | 103o | - 2o  | 2500        | M 87              | + 1150      | Vir, Com       |
| Pegazus I       |                      | 230        | 86o  | - 48o |      |       | 100         |                   | 3800        | Peg            |
| Pegazus II      |                      |            | 84o  | - 47o |      |       |             |                   | 12800       | Peg            |
| Pisces          |                      | 235        | 128o | - 29o |      |       | 100         |                   | 5000        |                |
| Perseus         | Abell 426            | 340        | 150o | - 14o |      |       | 500         |                   | 5400        | Per            |
| Ursa Maior III  |                      | 465        | 152o | + 64o |      |       | 90          |                   | –           | UMa            |
| Ursa Maior I    |                      | 950        | 140o | + 58o |      |       | 300         |                   | 15400       | UMa            |
| Leo             |                      | 175 Mpc    | 232o | + 53o |      |       | 300         |                   | 19500       | Leo            |
| Corona Borealis |                      | 1235       | 41o  | + 56o |      |       | 400         |                   | 21600       | CrB            |
| Ursa Maior II   |                      | 2400       | 149o | + 54o |      |       | 200         |                   | 41000       | UMa            |
| Maffei          | IC 342               | 10         |      |       |      |       | ~ 21        | Maffei I          |             | Cas, Cam, Per  |
| Sculptor        | NGC 253              | 10         |      |       |      |       | ~ 20        | Sculptor-galaxis  |             | Scl, Cet       |
| M 81            | NGC 3031 Csoport     | 120        |      |       |      |       | ~ 30        | Bode-galaxis      |             | UMa, Cam       |
| NGC 5128        | M 83 Csoport         | 150        | 135o | + 20o | 160o | 0o    | ~ 31        | Centaurus A       |             | Hya, Cen       |
| Canes I         | M 94 csoport         | 13         | 115o | + 75o | 75o  | + 10o | ~ 40        | M 94              |             | CVn, Cam       |
| NGC 1023        |                      |            |      |       |      |       |             |                   |             |                |
| M 101           | NGC 5457             | 27         | 100o | + 65o | 70o  | + 20o | ~ 15        | Szélkerék-galaxis |             | UMa, CVn       |
| Canes II        |                      |            |      |       |      |       |             |                   |             | CVn            |
| HCG 92          |                      |            |      |       |      |       |             |                   |             |                |
| Fornax          |                      | 100        |      |       |      |       |             |                   |             | For            |
| Cancer          |                      | 280        | 202o | + 29o |      |       | 150         |                   | 4800        |                |
| Coma Berenices  | Abell 1656           | 450        | 80o  | + 88o |      |       | 1000        | NGC 4884          | 6700        |                |
| Hercules        |                      | 615        | 31o  | + 44o |      |       | 300         |                   | 10300       | Her            |
| A halmaz        |                      | 850        | 144o | - 78o |      |       | 400         |                   | 15800       |                |
| Centaurus       | A3526                | 170        | 313o | + 31o |      |       | 300         | NGC 4696          | -           | Cen            |
| B halmaz        |                      | 1165       | 345o | - 55o |      |       | 300         |                   | -           |                |
| Gemini          |                      | 1235       | 182o | + 19o |      |       | 200         |                   | 23300       | Gem            |
| Corona Borealis |                      | 1235       | 41o  | + 56o |      |       | 400         |                   | 21600       | CrB            |
| Bootes          |                      | 2300       | 50o  | + 67o |      |       | 150         |                   | 39400       | Boo            |
| Hydra II        |                      | 3530       | 226o | + 30o |      |       | -           |                   | 60600       | Hya            |
| Norma           | ACO 3627, Abell 3627 |            | 325o | - 7o  |      |       | -           |                   |             | Nor            |

## Virgo-halmaz

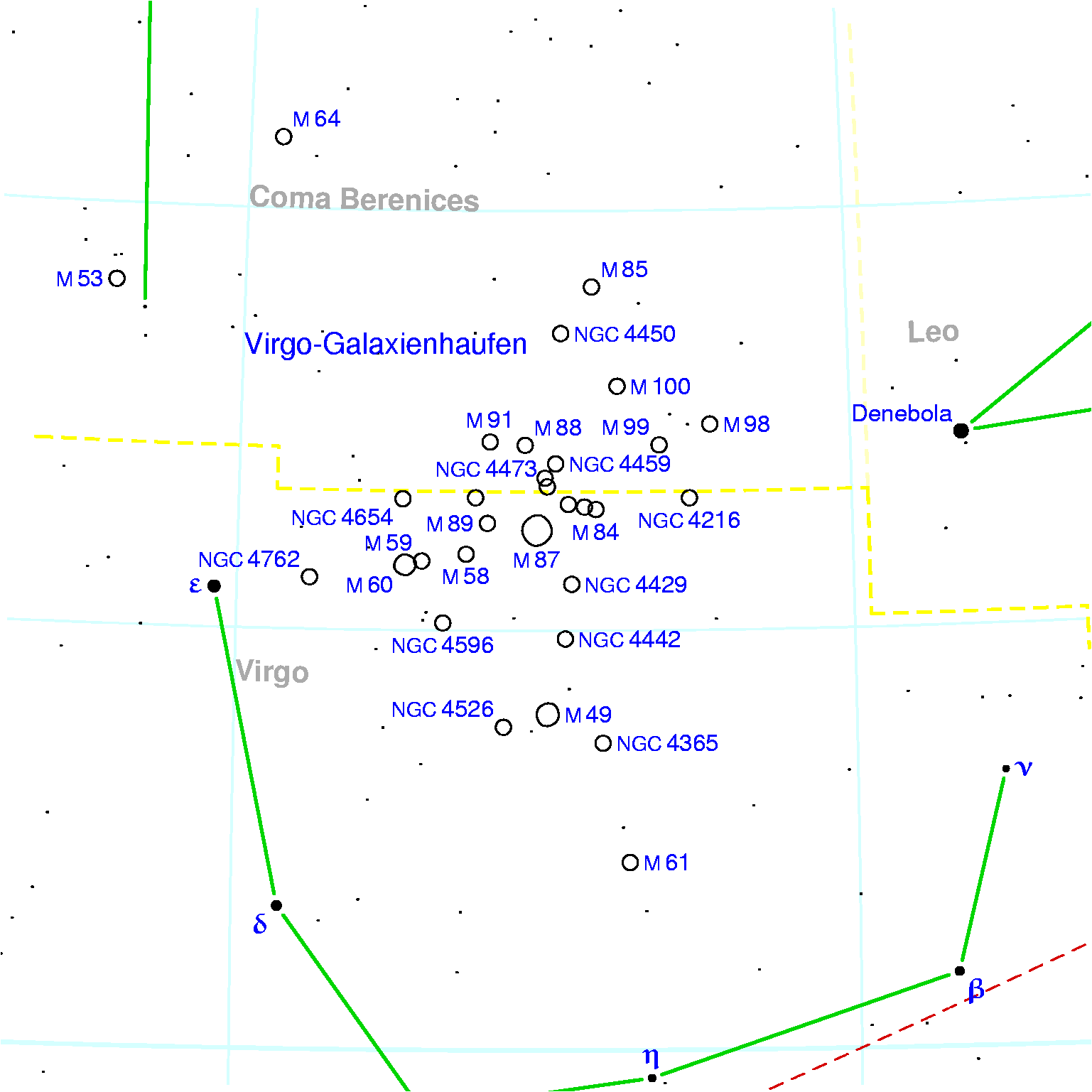
A Virgo galaxishalmaz térképe

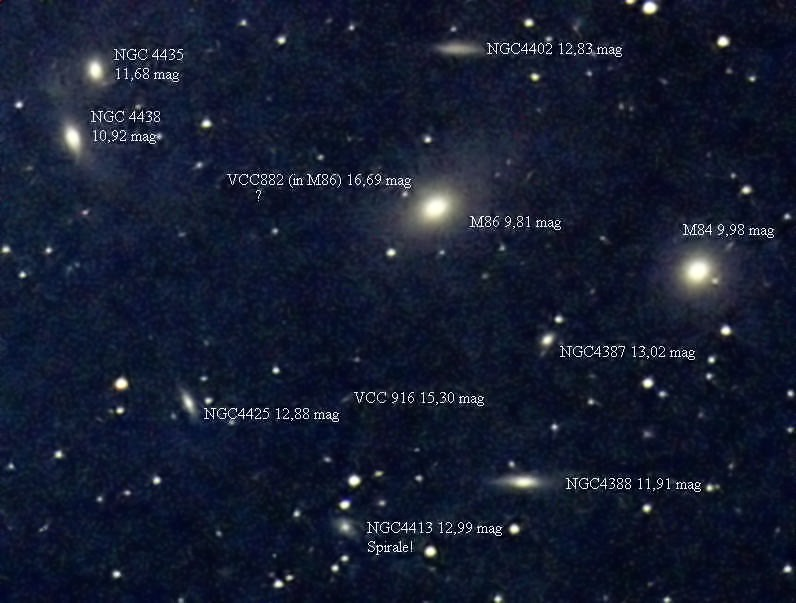
A Virgo galaxishalmaz középponti része

A Virgo-halmaz szabálytalan galaxishalmaz. Távolsága 56 millió fényév. Galaxisok ezrei alkotják. 16 galaxist tartalmaz a Messier-katalógusból, köztük a Sombrerót, a spirális M 100 és a szuperóriás M 87 galaxisokat.

## Abell-galaxishalmaz
A majdnem elkészült, 4000 galaxishalmazt tartalmazó katalógus 30, legkisebb vöröseltolódású tagja (z = 0,2). Az eredeti katalógust a Palomar Obszervatórium fotografikus égboltfelmérési programjában (POSS – Palomar Observatory Sky Survey) részt vevő George Abell szerkesztette 1958-ban, majd Corwin és Olowin egészítette ki 1987-ben a déli égbolt felmérésével.
- Abell S 373
- Abell 400
- Abell 426 – Perseus-halmaz
- Abell 569
- Abell 754
- Abell 1060 – Hydra-halmaz
- Abell 1367 – Leo-halmaz
- Abell 1631
- Abell 1656 – Coma halmaz
- Abell 1689
- Abell 1795
- Abell 1835 – "Abell galaxis 1835 IR1916" jelzéssel ismert gravitációs lencse
- Abell 2029
- Abell 2065 – Corona Borealis galaxishalmaz
- Abell 2125
- Abell 2142
- Abell 2151 – Hercules-halmaz
- Abell 2218 – gravitációs lencsének használjuk
- Abell 2256
- Abell 3128 – Shapley 20-halmaz
- Abell 3158 – Shapley 17-halmaz
- Abell 3526 – Centaurus-halmaz
- Abell 3558 – Shapley 8-halmaz
- Abell 3565 – a Hydra-Centaurus Szuperhalmaz része
- Abell 3574 – a Hydra-Centaurus Szuperhalmaz része
- Abell 3581 – a Hydra-Centaurus Szuperhalmaz része
- Abell 3627 – Norma-halmaz

## Sculptor-galaxishalmaz
| Név                   | Típus   | Naptól mért távolság (millió fényév) | Magnitúdó |
| --------------------- | ------- | ------------------------------------ | --------- |
| ACO 143               |         | ~ 10                                 | + 17,5    |
| DDO 6                 | dIA     | ~ 10                                 | + 16      |
| ESO 294-G10           | d       | ~ 10                                 | + 15,6    |
| ESO 407-G18           | dIAm    | ~ 10                                 | + 14,2    |
| ESO 410-G05           | dG      | ~ 10                                 | + 14,5    |
| ESO 471-G06           | SAdm    | ~ 10                                 | + 14      |
| ESO 347-G017          | IA      | ~ 10                                 | + 15,5    |
| ESO 348-G009          | dG.     | ~ 10                                 | + 13,6    |
| ESO 540-032           | dG      | ~ 10                                 | + 16,44   |
| IC 1574               | dIA     | ~ 10                                 | + 14      |
| IC 5332               | SAc     | ~ 10                                 | + 11,25   |
| NGC 55                | SB(s)m  | ~ 10                                 | + 7,8     |
| NGC 59                | S0      | ~ 10                                 |           |
| NGC 247               | SAB(s)d | ~ 10                                 | + 8,9     |
| NGC 253               | SB(s)c  | ~ 10                                 | + 7,3     |
| NGC 300               | SA(s)cd | ~ 10                                 | + 8,1     |
| NGC 7713              | SBcd    | ~ 10                                 | + 10,9    |
| NGC 7793              | SAdm    | ~ 10                                 | + 9       |
| Sculptor-törpegalaxis | I       | ~ 10                                 | + 15,54   |

## M 83 galaxishalmaz
| Név                          | Típus | Naptól mért távolság (millió fényév) | Magnitúdó |
| ---------------------------- | ----- | ------------------------------------ | --------- |
| Centaurus A (NGC 5128)       | E     | 15                                   | 7,96      |
| ESO 324-24                   | d     | 15                                   | 12,9      |
| ESO 325-11                   | dG.   | 15                                   | 13,8      |
| ESO 381-20                   | IA    | 15                                   | 14,1      |
| ESO 383-87                   | dG.   | 15                                   | 11,3      |
| ESO 444-84                   | dG.   | 15                                   | 15        |
| NGC 4945                     | IA    | 15                                   | 9,60      |
| NGC 5102                     | S0    | 15                                   | 10,35     |
| NGC 5164                     | SBb   | 15                                   | 14,6      |
| NGC 5253                     | SBb   | 15                                   | 10,99     |
| NGC 5408                     | IA    | 15                                   | 14,0      |
| Déli Szélkerék-galaxis (M83) | SABc  | 15                                   | 8,51      |